# واموش‌چالاد
واموش‌چالاد (به مجاری:  Vámoscsalád) یک شهرداری در مجارستان است که در واش واقع شده‌است. واموش‌چالاد ۱۱٫۷۸ کیلومتر مربع مساحت و ۳۶۶ نفر جمعیت دارد.